# Сиилитие (метростанция)
Сиилитие (на фински: Siilitie; на шведски: Igelkottsvägen) е наземна станция на Хелзинкско метро, разположена върху мост, в столицата на Финландия. Тя обслужва кварталa на Хертониеми, източно Хелзинки.
Станцията е една от първите метростанции, открити в Хелзинки, на 1 юни 1982. Проектиране е от Яко Илинен и Ярмо Маунула. Намира се на 1 3 километра от Хертониеми и на 2 1 км от Итякескус

## Транспорт
На метростанцията може да се направи връзка с:
- автобуси с номера: 58, 58B, 79, 90A, 92N, 96N, 97N, 830, 835, 840, 850, 870

Метростанцията разполага с паркинг за 101 автомобила.
- Перонът на метростанция „Сиилитие“
- Входът на метростанция „Сиилитие“
- Перонът на метростанция „Сиилитие“

|  | Тази страница частично или изцяло представлява превод на страницата Siilitie metro station в Уикипедия на английски. Оригиналният текст, както и този превод, са защитени от Лиценза „Криейтив Комънс – Признание – Споделяне на споделеното“, а за съдържание, създадено преди юни 2009 година – от Лиценза за свободна документация на ГНУ. Прегледайте историята на редакциите на оригиналната страница, както и на преводната страница, за да видите списъка на съавторите. ВАЖНО: Този шаблон се отнася единствено до авторските права върху съдържанието на статията. Добавянето му не отменя изискването да се посочват конкретни източници на твърденията, които да бъдат благонадеждни. |